# Дудка Володимир Андрійович
Володи́мир Андрі́йович Ду́дка (27 січня 1985 — 10 вересня 2014) — український військовик, учасник російсько-української війни.

## Життєвий шлях
Народився 1985 року в селі Хоминці (Роменський район, Сумська область). Проходив строкову службу в ЗСУ.
Березнем 2014-го мобілізований, механік-водій, 9-та батарея, 3-й реактивний артдивізіон, 27-й реактивний артилерійський полк. З літа — в зоні бойових дій на сході України.
10 вересня 2014-го помер в Харківському опіковому центрі від поранень та опіків, котрих зазнав під час обстрілу 3 вересня базового табору поблизу села Побєда. Володимир під час тиші між залпами 3 вересня вибіг із укриття, намагаючись врятувати товаришів у бліндажі, удар прийшовся на нього. 7 вересня мав приїхати додому у відпустку. Обгоріло 2/3 шкіри, руки й ноги — до кісток.
Без Володимира лишились батьки, наречена Катерина. 29 серпня 2014-го під Іловайськом загинув брат Володимира Юрій.
В останню дорогу спочатку проводили в Ромнах, похований в селі Хоминці 12 вересня 2014 року з військовим оркестром.
Без Володимира лишились батьки і наречена Катерина.

## Нагороди та вшанування
За особисту мужність і героїзм, виявлені у захисті державного суверенітету та територіальної цілісності України, вірність військовій присязі під час російсько-української війни, відзначений — нагороджений
- орденом «За мужність» III ступеня (посмертно)
- Його портрет розміщений на меморіалі «Стіна пам'яті полеглих за Україну» у Києві: секція 4, ряд 4, місце 25
- занесений до Книги Пошани Роменського району (посмертно)[2]